# Pouf et Riqui
Pouf et Riqui (The Ruff and Reddy Show, en anglais) est une série télévisée d'animation américaine de 156 épisodes de 4 minutes, créée par Hanna-Barbera Productions et diffusée entre 1957 et 1960 en syndication par la NBC. Il s'agit de la toute première série animée de Hanna-Barbera Productions. La série suit les aventures de Pouf (Ruff), un chat intelligent et inébranlable, et de Riqui (Reddy), un chien gentil et courageux, mais pas très intelligent.
Le thème de l'amitié avait déjà été exploré dans les courts métrages de Tom et Jerry, mais contrairement à Tom et Jerry, Pouf et Riqui ne sont pas des ennemis, mais des colocataires et les meilleurs amis du monde. La série est considérée comme l'un des premiers programmes télévisés d'animation originaux et comme une pionnière de l'utilisation des techniques d'animation limitée à la télévision.
La série a été doublée et diffusée au Québec, tout d'abord sur TVA à partir de 1972, puis rediffusée à Radio-Canada Télévision à plusieurs reprises dans l'émission Bagatelle durant les années 1970 et jusqu'en 1982,,

## Distribution

### Voix originales
- Don Messick: Ruff (Pouf en VF), Narrateur, professeur Gismo, Diller et autres.
- Daws Butler: Reddy (Riqui en VF), capitaine Greedy, Daffy, Killer et autres.

### Voix françaises[6]
- André Montmorency: Pouf.
- Ronald France: Riqui.
- Yves Massicotte: Narrateur.